# 1347
1347 је била проста година.

## Догађаји

### Јануар
18, јануар —  У прилепу издата Хрисовуља цара Стефана Душана за Хиланадар о Лужачкој метохији

### Фебруар
- 8. фебруар — Окончан је грађански рат у Византији договором о подели власти између Јована V Палеолога и Јована VI Кантакузина.

### Август
- 3. август — Енглески краљ Едвард III заузео је у Стогодишњем рату француски град Кале.

## Смрти
- 11. октобар — Лудвиг IV Баварски, немачки краљ и цар Светог римског царства (*1282)

### Децембар
- Википедија:Непознат датум — Вилијам Окамски - филозоф схоластичар
- Википедија:Непознат датум — Свети мученици Антоније, Јован и Евстатије - хришћански светитељи.